# Protambulyx
Protambulyx là một chi bướm đêm thuộc họ Sphingidae.

## Các loài
- Protambulyx astygonus - (Boisduval 1875)
- Protambulyx carteri - Rothschild & Jordan 1903
- Protambulyx euryalus - Rothschild & Jordan 1903
- Protambulyx eurycles - (Herrich-Schaffer 1854)
- Protambulyx goeldii - Rothschild & Jordan 1903
- Protambulyx ockendeni - Rothschild & Jordan 1903
- Protambulyx strigilis - (Linnaeus 1771)
- Protambulyx sulphurea - Rothschild & Jordan 1903

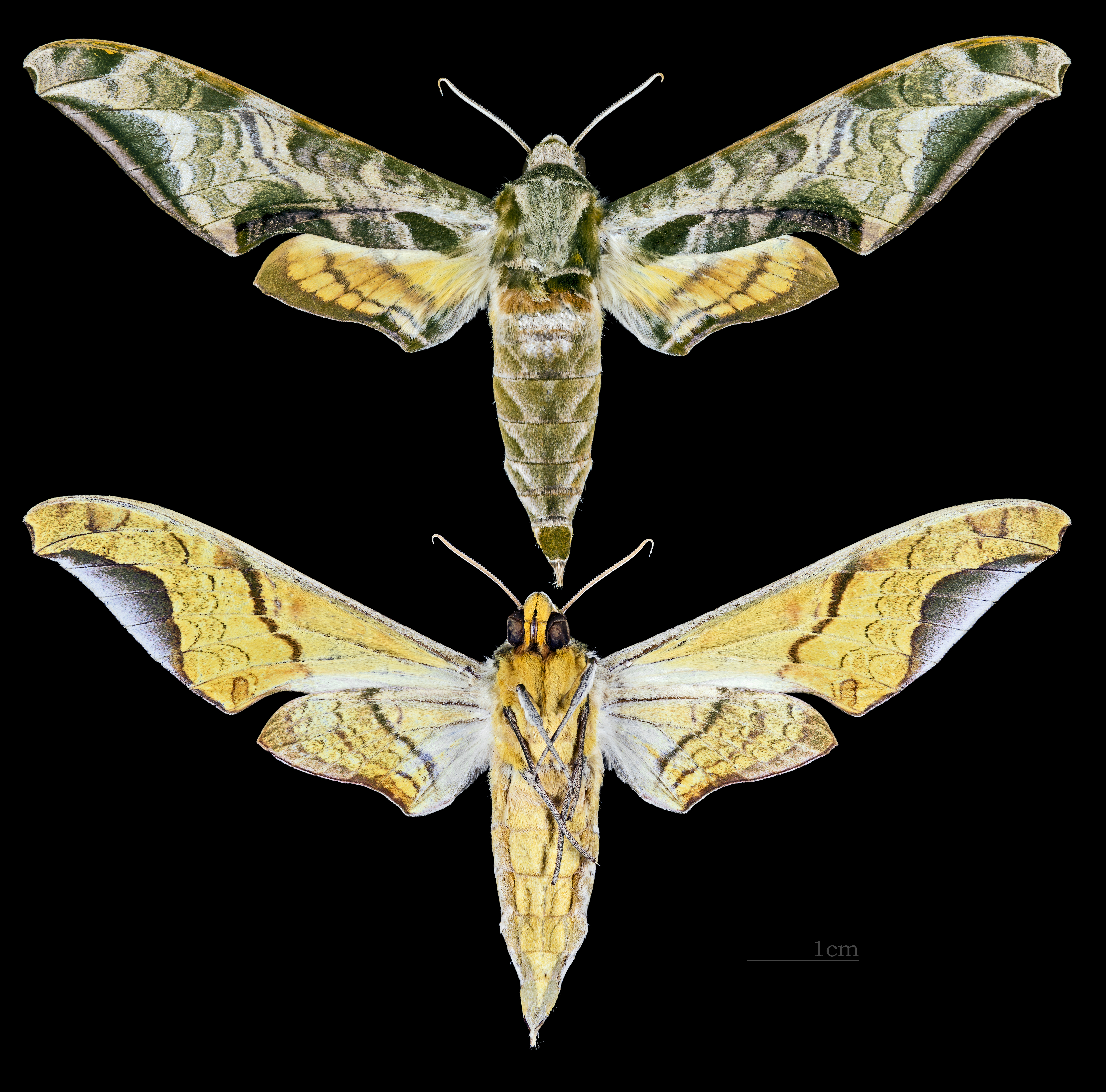
Protambulyx astygonus
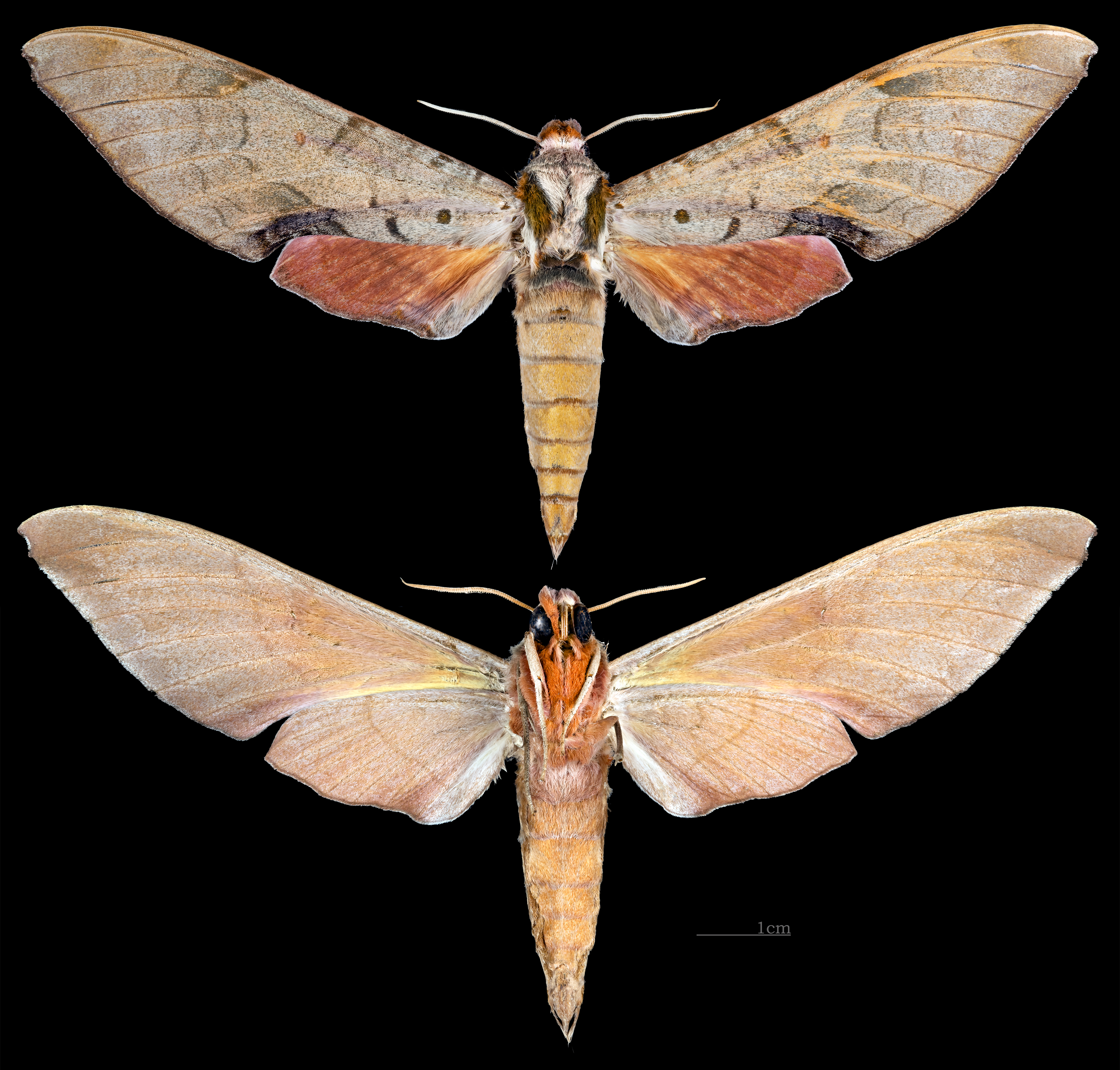
Protambulyx carteri
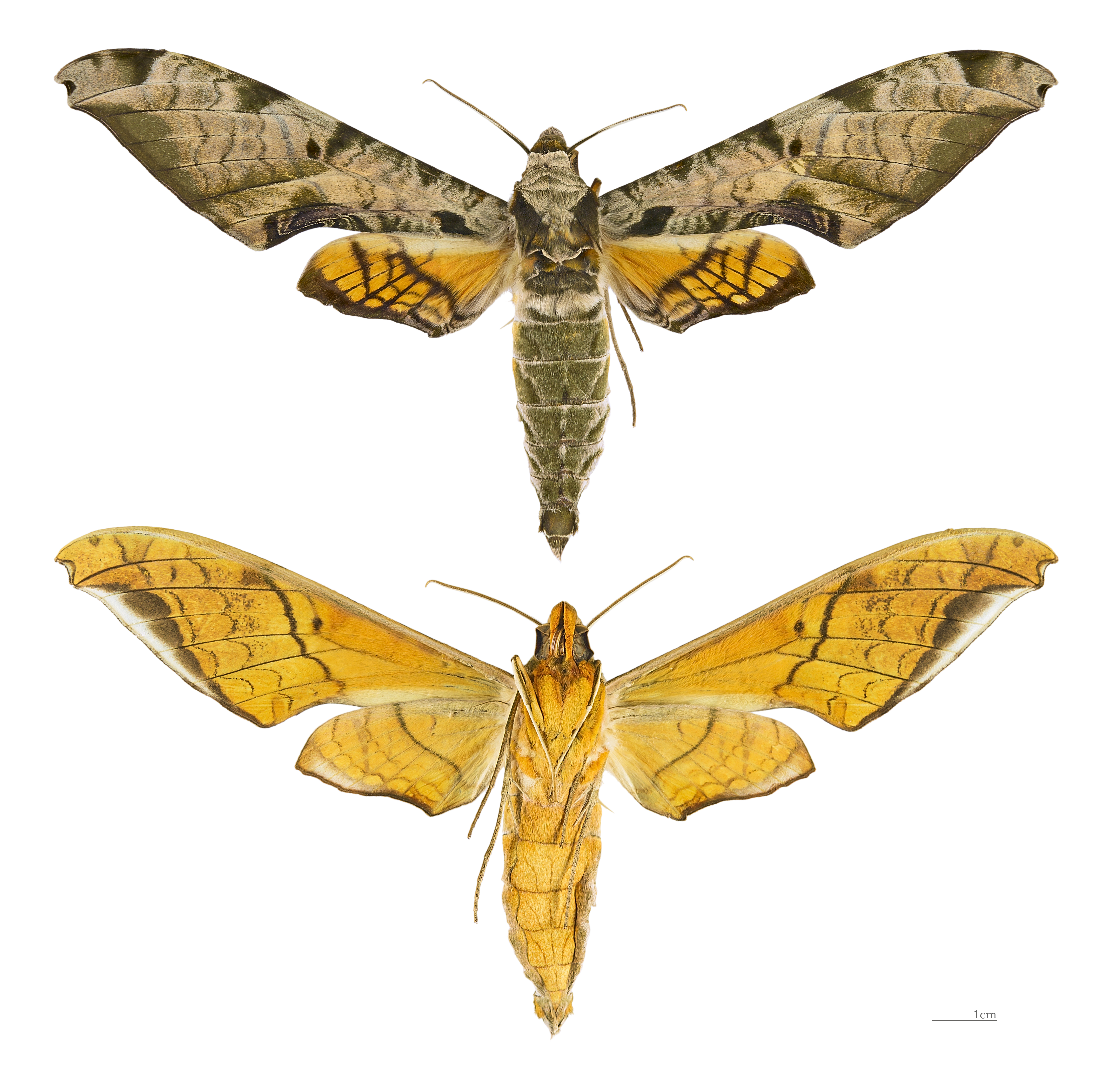
Protambulyx eurycles
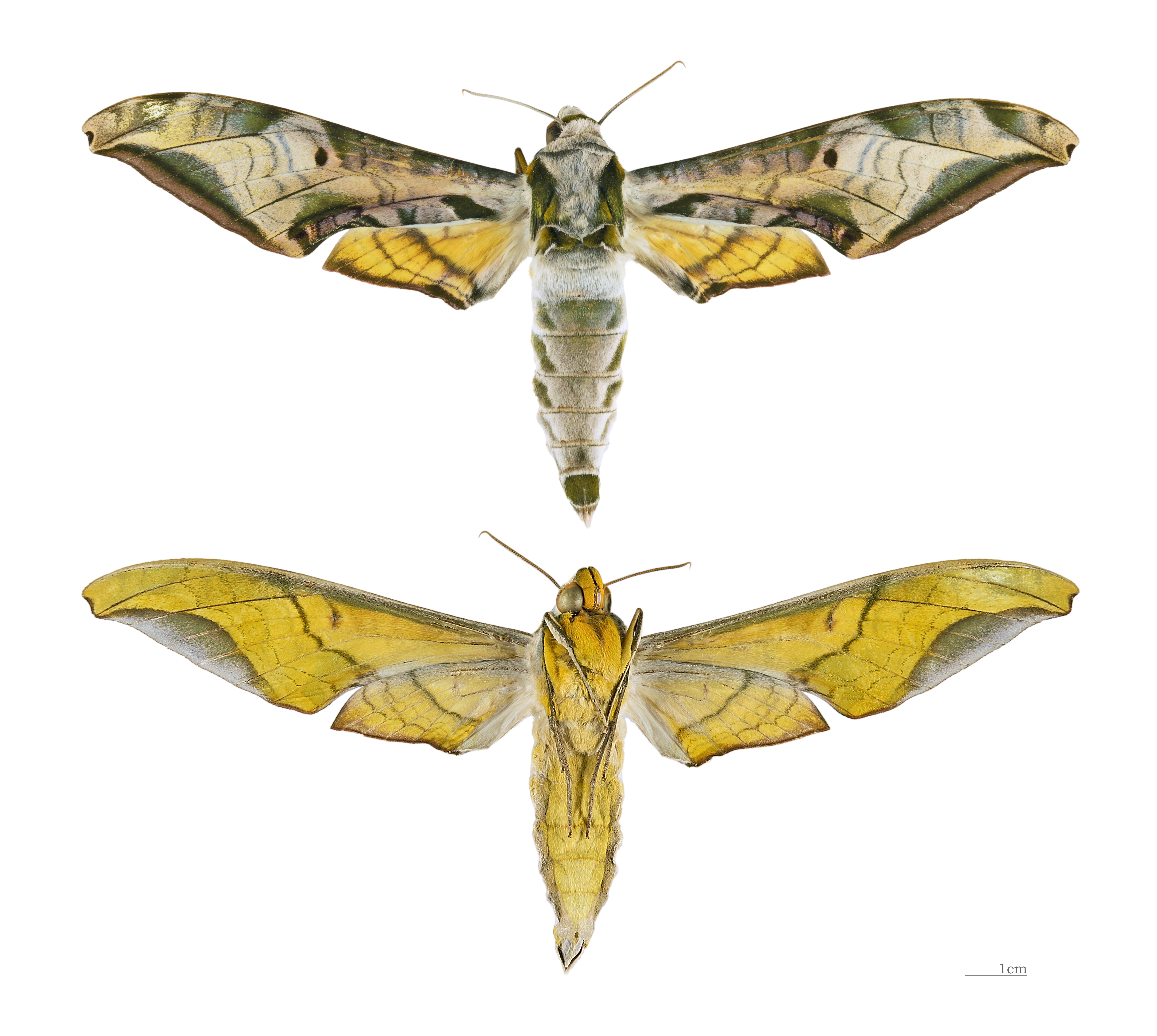
Protambulyx goeldii
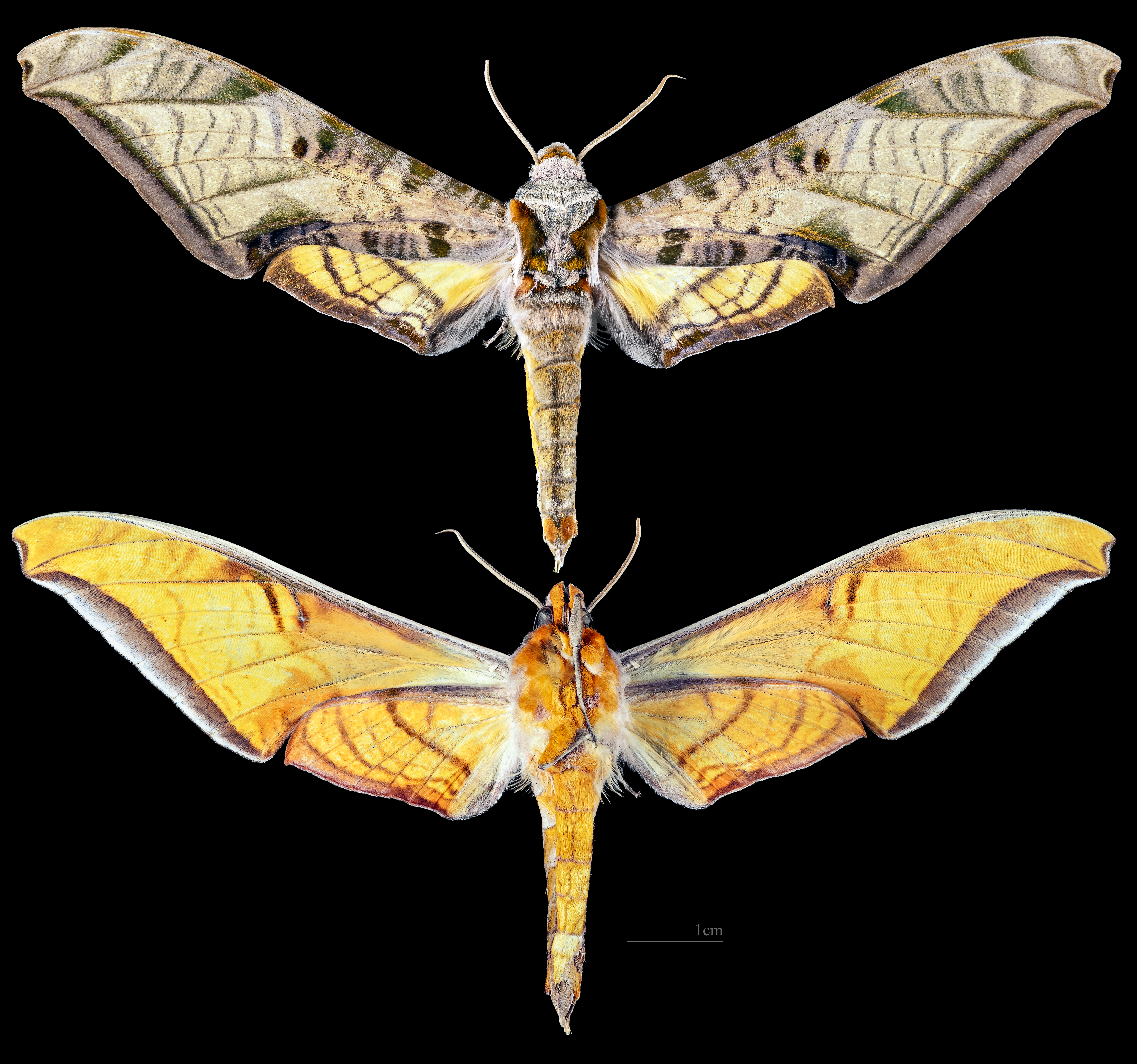
Protambulyx ockendeni
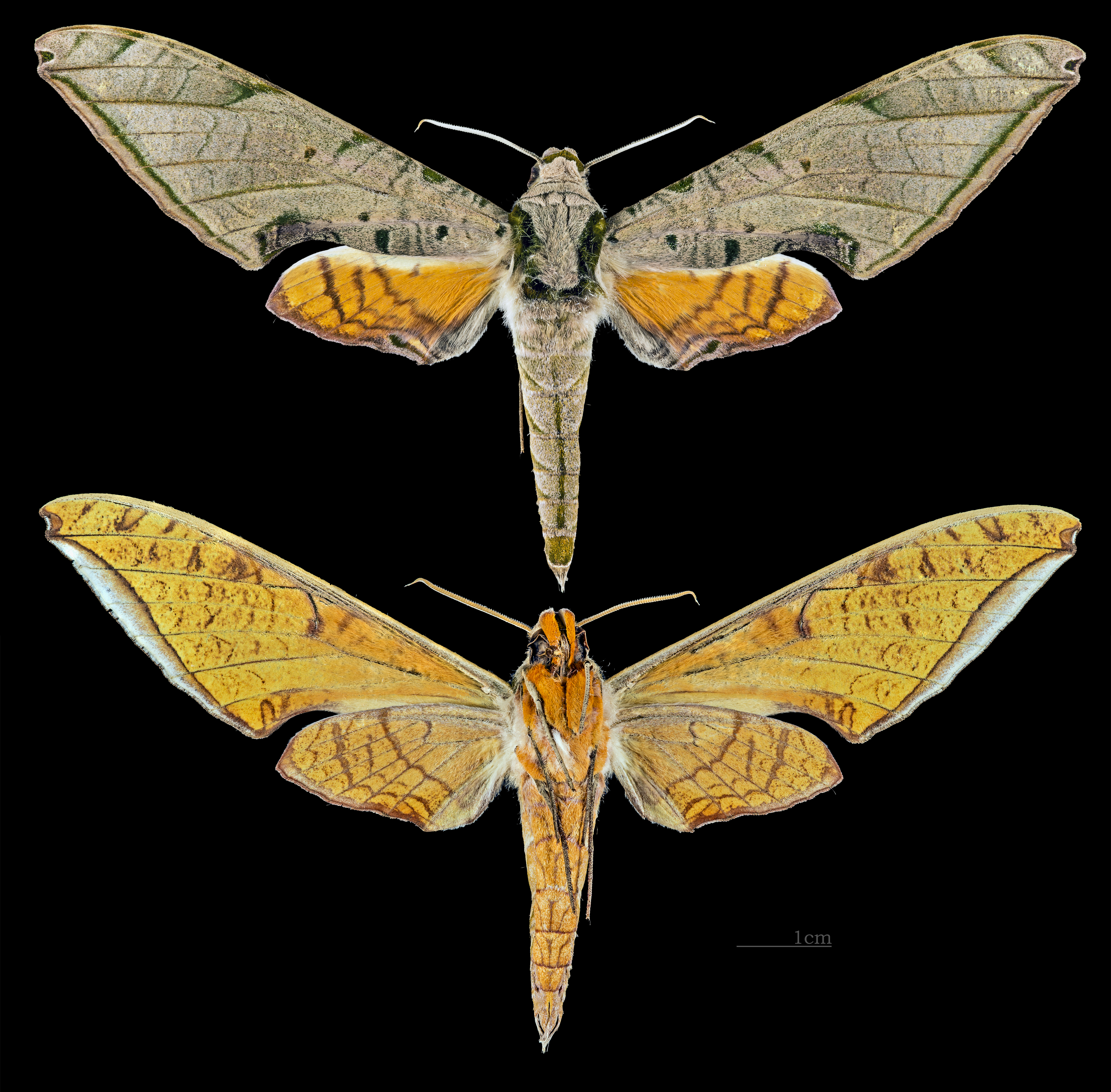
Protambulyx strigilis
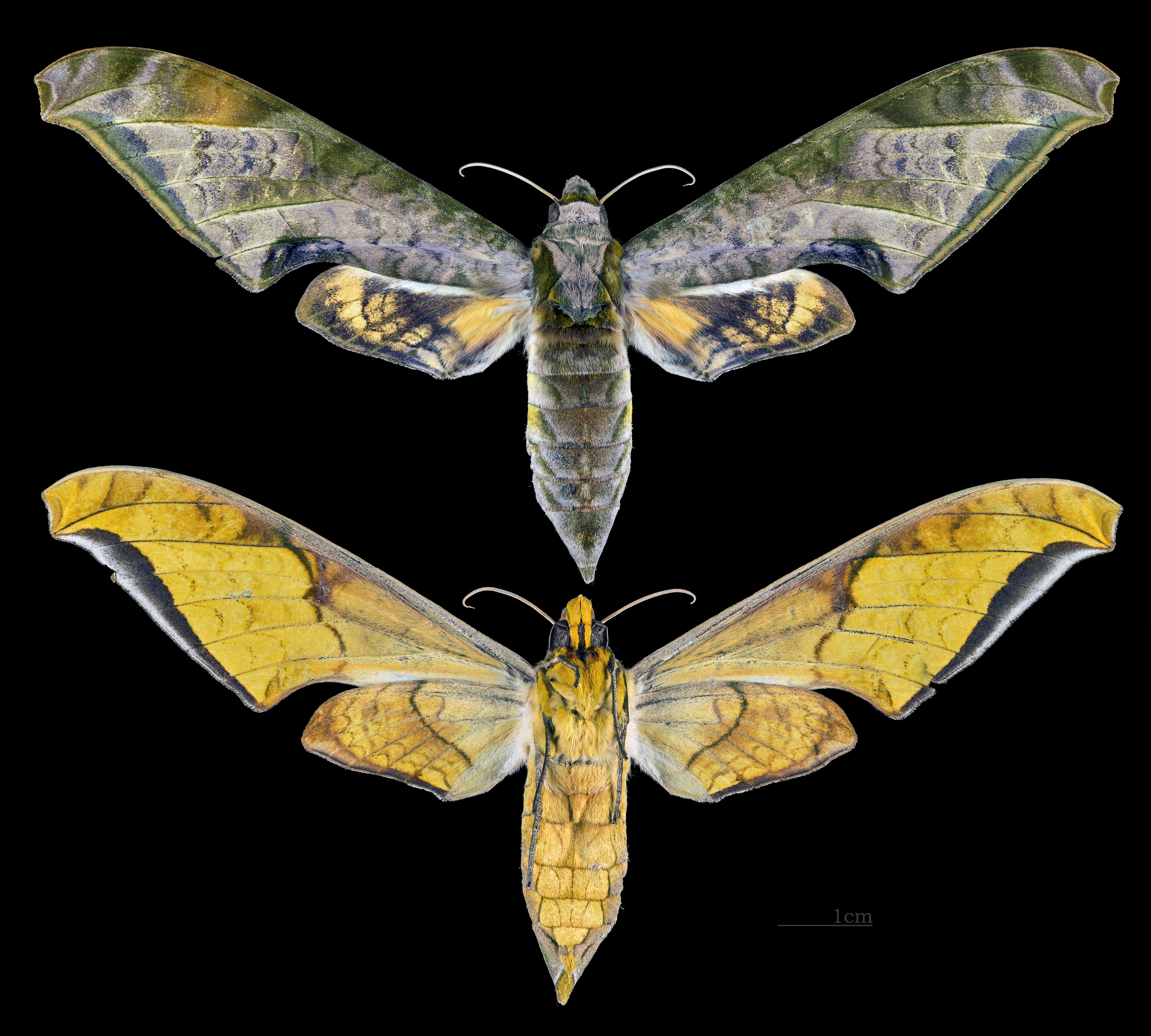
Protambulyx sulphurea